# Alexis Dardelle
Alexis Dardelle (parfois écrit Dardelles), dit Salvator, né le 15 janvier 1843 à Paris et mort le 5 mai 1888 également à Paris, est colonel d’état-major et gouverneur des Tuileries pendant la Commune de Paris. Il est l'un des responsables de l'incendie du Palais des Tuileries le 23 mai 1871.

## Biographie
Théodore Alexis Dardelle est l'enfant illégitime d'un commerçant, qui l'a reconnu, et d'une domestique. Il est placé dans une institution parce qu'il est l'objet d'une querelle familiale entre sa mère et l’épouse de son père. Cette querelle est aussi financière et débouche en 1866 sur un procès, relaté dans différents journaux, comme Le Petit Journal.
Il tente sans succès une carrière de musicien et de comique sur les scènes de Montmartre. En 1864, il se marie avec une modiste et ils ont un enfant. Au déclenchement de la guerre de 1870, il est  employé de gare.
Au début du siège de Paris, Dardelle s'engage dans le corps franc des éclaireurs de la République et en est élu commandant. Il devient ensuite chef du 129e bataillon de la Garde nationale, et fait partie des gardes nationaux qui cherchent à protéger les canons stationnés à Montmartre. Dans plusieurs appels, il s'intitule lui-même « général en chef des forces du XVIIIe arrondissement ». Il participe activement à la reprise des canons lors du soulèvement du 18 mars 1871 et prend le commandement des éclaireurs à cheval de la Seine avec le grade de colonel.
Le 22 mars 1871, la Commune le nomme gouverneur du palais des Tuileries, en conservant le grade de colonel. Le 6 mai, il est accusé par le Comité de salut public de  « détournements d’objets d’art et relations avec l’ennemi » et emprisonné une semaine, avant d'être libéré le 12 mai sur intervention de Raoul Rigault et de Gustave Courbet.
Le 23 mai, au milieu de la Semaine sanglante, il participe à l'organisation de l'incendie du palais des Tuileries avec Jules Bergeret, sur ordre du Comité de salut public,. Dardelle organise l’évacuation des chevaux, des harnais et des objets précieux et fait sortir les employés en leur annonçant une explosion imminente. Ensuite, il contemple l'incendie de la terrasse du Louvre, avec Bergeret. Pour les communards, il s'agit de faire disparaître un des symboles du Second Empire et cet incendie, certainement le plus significatif des feux allumés pendant la Semaine sanglante, fait partie d'une sorte de fête apocalyptique. 
Après la Commune, Dardelle est condamné à mort par contumace. Il se réfugie à Londres, où il travaille comme professeur de musique. Il milite dans un comité blanquiste et dans la section de langue française de l'Association internationale des travailleurs, la Première internationale. Il est encore à Londres au début de l'année 1879.